# Volker Fischer
Volker Fischer (15 de agosto de 1950) es un deportista alemán que compitió para la RFA en esgrima, especialista en la modalidad de espada.
Participó en tres Juegos Olímpicos de Verano, obteniendo en total tres medallas: plata en Montreal 1976, oro en Los Ángeles 1984 y plata en Seúl 1988. Ganó cinco medallas en el Campeonato Mundial de Esgrima entre los años 1983 y 1987.

## Palmarés internacional
| Juegos Olímpicos   | Juegos Olímpicos             | Juegos Olímpicos | Juegos Olímpicos   |
| Año                | Lugar                        | Medalla          | Prueba             |
| ------------------ | ---------------------------- | ---------------- | ------------------ |
| 1976               | Montreal (Canadá)            | Medalla de plata | Espada por equipos |
| 1984               | Los Ángeles (Estados Unidos) | Medalla de oro   | Espada por equipos |
| 1988               | Seúl (Corea del Sur)         | Medalla de plata | Espada por equipos |
| Campeonato Mundial |                              |                  |                    |
| Año                | Lugar                        | Medalla          | Prueba             |
| 1983               | Viena (Austria)              | Medalla de plata | Espada por equipos |
| 1985               | Barcelona (España)           | Medalla de oro   | Espada por equipos |
| 1986               | Sofía (Bulgaria)             | Medalla de oro   | Espada por equipos |
| 1987               | Lausana (Suiza)              | Medalla de oro   | Espada individual  |
| 1987               | Lausana (Suiza)              | Medalla de plata | Espada por equipos |